# Кляшево (Татарстан)

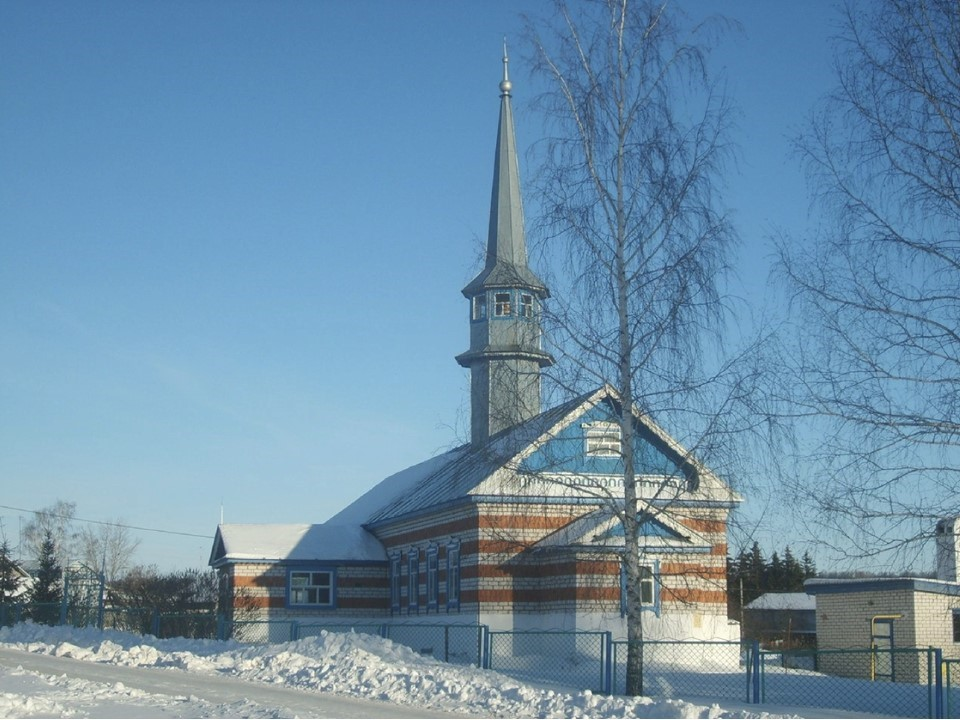
Мечеть села Кляшево

Кляшево (тат. Келәш) — село в Тетюшском районе Республики Татарстан России. Административный центр Кляшевское сельского сельского поселения.

## География
Село находится в юго-западной части Татарстана, в зоне хвойно-широколиственных лесов, в пределах восточной окраины Приволжской возвышенности, на берегах реки Тоши, при автодороге 16К-0622 (Буинск — Тетюши), на расстоянии 25 километров к западу от города Тетюши, административного центра района. 
Абсолютная высота — 137 метров над уровнем моря.

### Климат
Климат характеризуются как умеренно континентальный, с умеренно холодной продолжительной зимой и относительно жарким летом. Среднегодовая температура воздуха составляет 2,9 °С. Средняя температура воздуха самого холодного месяца (января) — −13,5 °C (абсолютный минимум — −36 °C); самого тёплого месяца (июля) — 19,4 °C (абсолютный максимум — 44 °C). Безморозный период длится 136 дней. Среднегодовое количество атмосферных осадков составляет 486 мм, из которых около 326 мм выпадает в период с апреля по октябрь.

### Часовой пояс
Село Кляшево, как и весь Татарстан, находится в часовой зоне МСК (московское время). Смещение применяемого времени относительно UTC составляет +3:00.

## История
Известно с 1646 года. В исторических документах упоминается также под названием Малая Карланга. 
В XVIII — первой половине XIX века жители относились к сословию государственных крестьян. Занимались земледелием, разведением скота. 
В «Списке населенных мест по сведениям 1859 года», изданном в 1866 году, населённый пункт упомянут как казённая деревня Кляшево 2-го стана Тетюшского уезда Казанской губернии. Располагалась при речке Кляшевой, по левую сторону почтового тракта из Казани в Симбирск, в 25 верстах от уездного города Тетюши и в 33 верстах от становой квартиры во владельческом селе Знаменское (Чипчаги). В деревне в 75 дворах жили 481 человек (253 мужчины и 228 женщин). Была мечеть.
По сведениям переписи 1897 года, в деревне Кляшево Тетюшского уезда Казанской губернии жили 836 человек (403 мужчины и 433 женщины), из них 820 мусульман.
В начале XX века здесь действовали мечеть, медресе, 2 ветряные мельницы, крупообдирка, 6 мелочных лавок. В этот период земельный надел сельской общины составлял 1567,1 десятины. 
До 1920 года село входило в Больше-Шемякинскую волость Тетюшского уезда Казанской губернии. С 1920 года в составе Тетюшского, с 1927 — Буинского кантонов ТАССР. С 10.08.1930 в Тетюшском районе.

## Население
| 1782 | 1859 | 1897 | 1908 | 1920 | 1926 | 1938 | 1949 | 1958 | 1970 | 1979 | 1989 | 2002 | 2012 |
| ---- | ---- | ---- | ---- | ---- | ---- | ---- | ---- | ---- | ---- | ---- | ---- | ---- | ---- |
| 90   | 481  | 836  | 1058 | 1020 | 967  | 678  | 608  | 612  | 628  | 530  | 430  | 427  | 402  |

### Национальный состав
Согласно результатам переписи 2002 года, в национальной структуре населения татары составляли 95 % из 427 чел.

## Экономика
Сельское хозяйство со специализацией на полеводстве, мясо-молочном скотоводстве.

## Инфраструктура
В селе действуют:
- средняя школа
- дом культуры
- библиотека[5].